# Porites echinulata
Porites echinulata är en korallart som beskrevs av Carl Benjamin Klunzinger 1879. Porites echinulata ingår i släktet Porites och familjen Poritidae. IUCN kategoriserar arten globalt som nära hotad.
Artens utbredningsområde är Indiska oceanen. Inga underarter finns listade i Catalogue of Life.